# Landhockey i Sverige
Landhockey i Sverige bedrevs länge under enkla förhållanden. Under Olympiska sommarspelen 1972 i München väcktes ett visst intresse, och spelet har bedrivits i Sverige på större organiserad nivå sedan 1973, då Svenska Landhockeyförbundet bildades. Organiserad landhockey utövas i Sverige för närvarande i Skåne, Göteborg och i Stockholm.
Då innebandy i sin barndom under slutet av 1970-talet och 1980-talet ofta spelades utomhus och även kallades landbandy, förväxlades begreppet i Sverige även med landhockey.
En tidig klubb att bedriva spelet var den för bandy kända klubben Lesjöfors IF, som åren 1950–1953 bedrev verksamhet. Partille Sport Club, PSC, som bildades 1975 är Sveriges äldsta renodlade landhockeyklubb.

## Landhockey
Landslagsnivå
- Herrlandslaget kom 2:a i C-EM 2009 och spelar 2011 i B-divisionen.

Klubbnivå
- 2009 spelade IFK Täby och Valhalla LHC i C4-divisionen.

IFK Täby kom tvåa i sin grupp men förlorade uppflyttningsmatchen mot norska Aker med 1–3. 
Valhalla LHC kom trea i gruppspelet och förlorade nedflyttningsmatchen mot turkiska Kecioren Bld SC, vilket innebar att Sverige förlorade sin plats i C4.
- 2008 spelade Malmö LHK i Europacupens C4-division och IFK Täby i C3-divisionen.

IFK Täby kom sist i gruppspelet och förlorade nedflyttningsmatchen mot ungerska Epitök vilket innebar nedflyttning till division C4. 
Malmö LHK var nära uppflyttning men förlorade mot HK Elektrovojvodina från Serbien i uppflyttningsmatchen.
Förklaring divisionssystem
- Följande hierarki finns för Europacup / Europamästerskap: A, B, C, C2, C3, C4, C5
- Kommer man etta eller tvåa i flyttas man upp en division, kommer man sist eller näst sist relegeras man till divisionen under.

## Svenska mästare
| År   | Damjuniorer (DJ) | Herrjuniorer (HJ) | Damer (D)    | Herrar (H)   |
| ---- | ---------------- | ----------------- | ------------ | ------------ |
| 2000 | IFK Täby         | Valhalla LHC      | Partille SC  | IFK Täby     |
| 2001 | IFK Täby         | Valhalla LHC      | Nayan 81 LHC | Valhalla LHC |
| 2002 | Örsundsbro SK    | Valhalla LHC      | Nayan 81 LHC | Valhalla LHC |
| 2003 | Örsundsbro SK    | Valhalla LHC      | Valhalla LHC | Valhalla LHC |
| 2004 | Partille SC      | Partille SC       | Valhalla LHC | Valhalla LHC |
| 2005 | Partille SC      | Partille SC       | Valhalla LHC | Partille SC  |
| 2006 | Bjärreds LHC     | Partille SC       | Valhalla LHC | Partille SC  |
| 2007 | Bjärreds LHC     | Partille SC       | Valhalla LHC | Partille SC  |
| 2008 | Partille SC      | Partille SC       | Valhalla LHC | Partille SC  |
| 2009 | Partille SC      | Partille SC       | Valhalla LHC | Partille SC  |
| 2010 | Valhalla LHC     | Partille SC       | Valhalla LHC | Partille SC  |
| 2011 | Partille SC      | Partille SC       | Valhalla LHC | Partille SC  |
| 2012 | Bjärreds LHC     | Partille SC       | Partille SC  | Partille SC  |
| 2013 | Bjärreds LHC     | Bjärreds LHC      | Partille SC  | Partille SC  |
| 2014 | Partille SC      | Valhalla LHC      | Partille SC  | Partille SC  |
| 2015 | Partille SC      | Valhalla LHC      | Partille SC  | Partille SC  |

| År   | Herrar (H)    | Damer (D)       | Herrjuniorer (HJ) | Damjuniorer (DJ) |
| ---- | ------------- | --------------- | ----------------- | ---------------- |
| 2000 | Valhalla LHC  | Valhalla LHC    | Partille SC       | ---              |
| 2001 | Valhalla LHC  | Lunds LHK Nayan | ---               | ---              |
| 2002 | Stockholm LHC | Valhalla LHC    | ---               | ---              |
| 2003 | Nayan 81 LHC  | Nayan 81 LHC    | Partille SC       | ---              |
| 2004 | Partille SC   | ---             | ---               | ---              |
| 2005 | Valhalla SC   | ---             | ---               | ---              |
| 2006 | Valhalla LHC  | ---             | ---               | ---              |
| 2007 | IFK Täby      | ---             | ---               | ---              |
| 2008 | IFK Täby      | ---             | ---               | ---              |
| 2009 | Partille SC   | ---             | ---               | ---              |
| 2010 | Partille SC   | ---             | ---               | ---              |
| 2011 | Partille SC   | Partille SC     | ---               | ---              |
| 2012 | Partille SC   | ---             | ---               | ---              |
| 2013 | Partille SC   | Nacka LHK       | ---               | ---              |
| 2014 | Partille SC   | Nacka LHK       | Valhalla LHC      | Nacka LHK        |
| 2015 | Nacka LHK     | Nacka LHK       | Roslagens IF      | Roslagens IF     |
| ...  |               |                 |                   |                  |
| 2018 | Nacka LHK     | SLF Mesaicos    | Roslagens IF      | ---              |